# 이스라엘 나인

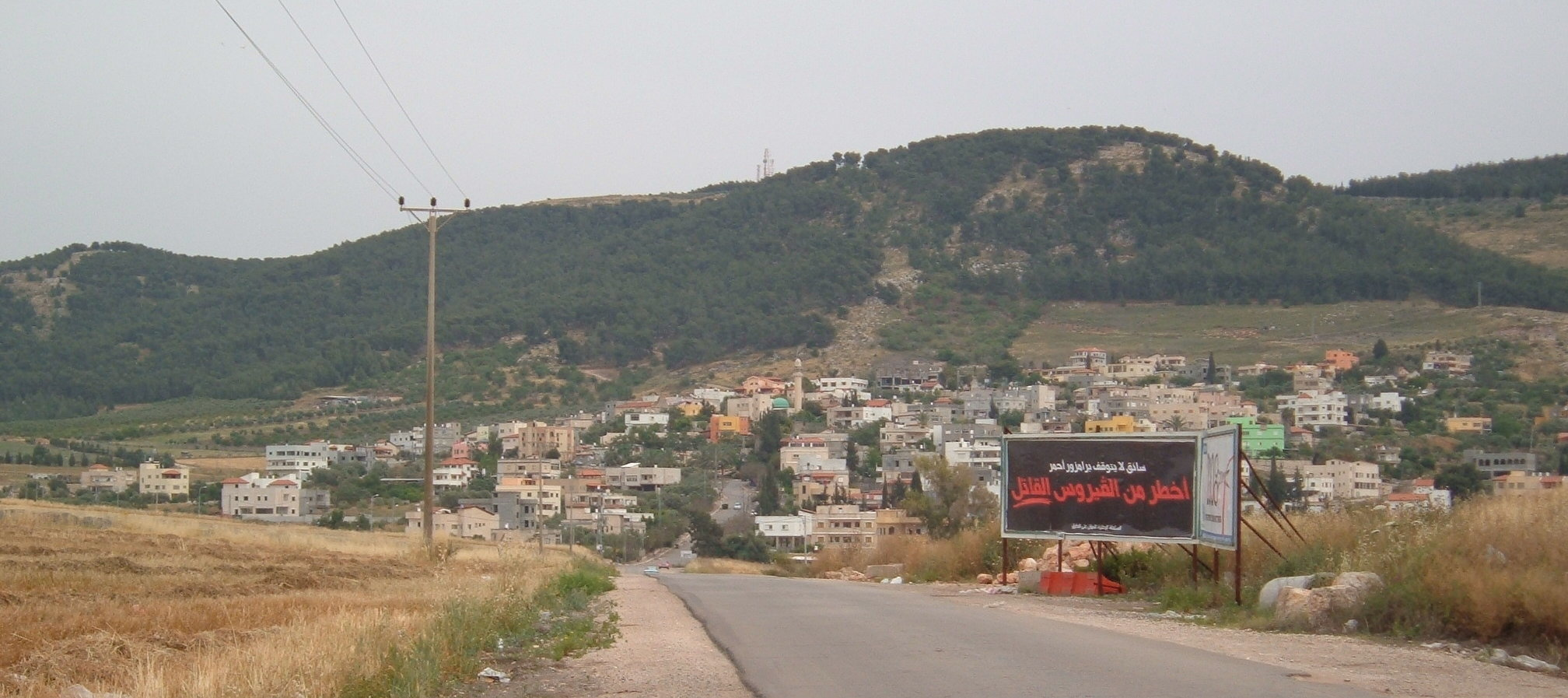

나인(아랍어: نين, 히브리어: ניין, 고대 그리스어: Ναῒν, 영어: Nain) 또는 네인(영어: Nein)은 이스라엘 북부에 위치한 아랍 마을이다. 또한 신약성경 누가복음에 언급되는 마을이기도 하다. 

## 성경 기록
누가복음에 의하면, 예수 그리스도와 제자들과 많은 사람들이 나인 성으로 갈 때, 한 과부의 외아들이 죽어 장례행렬이 지나가고 있었다. 예수 그리스도는 울고 있는 과부를 불쌍히 여겼다. 그리고 그는 과부에게 울지 말라 하고, 장례행렬을 멈추게 하여 관에 손을 대며, 예수 그리스도는 그 외아들에게 "청년아 내가 네게 말하노니 일어나라'고 명령하였다. 이에 죽었던 과부의 외아들인 청년은 일어앉고 말도 하였으며, 예수 그리스도는 그를 과부에게 건네주었다. 모든 사람이 두려워하며, "하나님께 영광을 돌리며 "큰 선지자가 우리 가운데 일어나셨다" 말하기도 하였고 또 "하나님께서 자기 백성을 돌아보셨다"라고 말하기도 하였다. 이 후로 이 소문이 온 유대와 사방에 두루 퍼지게 되었다라고 전한다. 그러나 다른 복음서에서는 언급되지 않는다.